# Mona Zandi Haghighi
Mona Zandi (nascuda l'octubre de 1972 a Teheran) és una directora de cinema iraniana. És directora i editora de curtmetratges, documentals i llargmetratges. El seu treball cinematogràfic pertany al cinema de l'Iran postrevolucionari, que se centra en qüestions socials contemporànies dins de la cultura persa. Mona Zandi va treballar amb el director de cinema i pioner iranià Rakhshan Bani-E'temad.

## Carrera
Mona Zandi va estudiar Disseny d'Interiors a la Universitat de Teheran. Posteriorment, va treballar com a muntadora en diverses pel·lícules, com ara Bull’s Horn (Kianoosh Avari, 1995), Rahban (Reza Sobhani, 1999) i The Eight Thirty Train (Behzad Khodaveisi, 2000). A més, va dirigir diversos dels seus propis curtmetratges i documentals. Asr-e Jomeh estrenada el 2006, va ser el seu primer llargmetratge.

## Asr-e Jomeh
El llargmetratge de debut de Mona Zandi va ser estrenat l'any 2006 per Cinema 79 Co. Es va rodar amb 35 mm Color 76'. Els crèdits principals inclouen Hussein Jafarian (director de fotografia), Sepideh Abdolvahab (editor), Jila Mehrjooee (escenografia i vestuari), Behrooz Moavenian (so), Fardin Khalatbari (música) i Jahangir Kossari (productor).
La pel·lícula documenta els conflictes viscuts per una família iraniana a Teheran. El guió de la pel·lícula va ser escrit per Farid Mostafavi a partir d'una idea de Mona Zandi. Dins de la pel·lícula, Sogand (Roya Nownahall) i el seu fill, Omid (Mehrdad Sedighiyan) no tenen bona relació. Omid actua perquè no té un pare present. Es suggereix que Sogand té un secret que està afectant el seu benestar i la seva relació amb el seu fill fins que l'arribada de la germana de Sogand, Banafshe (Haniye Tayassol) revela el passat fosc de la família. La pel·lícula tracta temes d'abús sexual i disfunció familiar.
La pel·lícula es va projectar a diversos festivals internacionals de cinema, com ara el Tiburon International Film Festival (2007), el Rochelle International Film Festival (2007), el Festival Internacional de Cinema de Fajr (2006), el Festival Internacional de Cinema de Thessaloniki (2007) i el Festival Anual de Pel·lícules Gene Siskel Film Center’ de l'Iran (2006).

## Treball no cinematogràfic
Mona Zandi va elaborar un llibre anomenat You Were So Kind!, una col·lecció de cartes i dibuixos infantils basats en el terratrèmol de 2003 a Bam (Iran). Segons Iranica Online, el terratrèmol va tenir "la taxa de víctimes més alta i l'impacte social més profund en la història registrada després de 1900 de terratrèmols urbans devastadors a l'Iran".

## Premis i nominacions
Mona Zandi va guanyar el premi especial del jurat Crystal Simorgh per Asr-e Jomeh el febrer de 2006 al 24è Festival Internacional de Cinema de Fajr a Teheran, Iran. També va rebre el premi Alexandre de Plata del jurat especial al 47è Festival Internacional de Cinema de Tessalònica el novembre de 2006.

## Filmografia
- 1998 – Secret of a View
- 2000 – Photo without a Frame
- 2002 – Bakhtayar’s Coloring Pencils
- 2006 – Asr-e Jomeh[3]
- 2019 – African Violet